# René Bianchi
René Bianchi (ur. 20 maja 1934 w Conflans-sur-Seine) – francuski kolarz torowy i szosowy, srebrny medalista olimpijski

## Kariera
Największy sukces w karierze René Bianchi osiągnął w 1956 roku, kiedy Francuzi w składzie: Michel Vermeulin, Jean-Claude Lecante, René Bianchi i Jean Graczyk zdobyli srebrny medal w drużynowym wyścigu na dochodzenie podczas igrzysk olimpijskich w Melbourne. Startował również w wyścigach szosowych, ale nie odnosił większych sukcesów. Nigdy nie zdobył medalu na szosowych ani torowych mistrzostwach świata.